# Pedro Gual y Suelves
Pedro Gual y Suelves, Regidor decano, casó con Vicenta Vives de Cañamás y Ferrer, hija de los condes de Faura.
Hasta en tres ocasiones ostento la máxima representación de la administración pública en la ciudad de Palma de Mallorca.
Al finalizar el sexenio de Juan de Villalonga en 1806, la ciudad de Palma quedó durante tres años sin corregidor tiempo que fue presidida interinamente por el alcalde mayor Maríano Vilellas y de Mola hasta mayo de 1807 que marchó a servir la vara de alcalde mayor de Barcelona. Siendo Regidor Decano ejerció en la ciudad de Palma como corregidor interino desde mayo de 1807 hasta marzo de 1808 y el asesoramiento del doctor Maríano Canals. 
La Constitución española de 1812 modificó la administración territorial del Antiguo Régimen introduciendo el derecho de representación admitida con mayor o menor amplitud. La Carta Magna doceañista suprimió el corregidor y el alcalde mayor por dos alcaldes (Primero y Segundo) elegidos anualmente por votación censitaria. Con la vuelta de Fernando VII de España a la jefatura del Estado quedó suprimida la constitución doceañista y se restauró el modelo municipal del Antiguo Régimen. La presidencia municipal palmesana durante los siguientes padeció años cierta inestabilidad por las interinidades hasta 1823. Tras la vuelta al modelo municipal preconstitucional, el ayuntamiento de Palma permaneció sin corregidor ni alcalde mayor al ser presidido temporalmente por el regidor decano, Pedro Gual y Suelves. 
Efectivamente, el corregidor Nazario Reding estaba suspendido de su cargo por tener abierto un proceso por sobornos, cohechos y otros excesos aunque finalmente fue habilitado aunque abandonó la isla en 1816. Fernando VII designó corregidor interino al gaditano Juan Manuel Lubet y Rosell (1815–1817) que fue cesado por el Consejo de Castilla a finales de 1817 acusado del manejo fraudulento de los caudales y abusos de los asuntos públicos. Hasta el inicio del Trienio Liberal el ayuntamiento de Palma quedó sin corregidor ni alcalde mayor siendo asumida la presidencia, de nuevo, otra vez por el regidor decano. 